# 도키다역
도키다역(일본어: 外城田駅 ときだえき[*])은 일본 미에현 다키군 다키정에 위치한 도카이 여객철도 산구선의 철도역이다. 단선 승강장 1면 1선의 구조를 갖춘 지상역이다.

## 이용 현황
| 연도     | 이용 인원 | 연도     | 이용 인원 |
| 1998년도 | 98        | 2006년도 | 88        |
| 1999년도 | 101       | 2007년도 | 88        |
| 2000년도 | 92        | 2008년도 | 87        |
| 2001년도 | 85        | 2009년도 | 87        |
| 2002년도 | 82        | 2010년도 | 95        |
| 2003년도 | 82        | 2011년도 | 97        |
| 2004년도 | 85        | 2012년도 | 114       |
| 2005년도 | 86        | 2013년도 | 113       |
| -------- | --------- | -------- | --------- |

## 역 주변
- 미후네 진자
- 가노 진자
- 구치라 진자
- 스기하라 진자
- 사카테쿠나리 진자

## 역사
- 1963년 4월 1일 : 산구선 다키 - 다마루 간에 신설개업.
- 1987년 4월 1일 : 일본국유철도 분할 민영화에 의해, 도카이 여객철도가 승계.

## 인접 역
| 도카이 여객철도 산구선 | 도카이 여객철도 산구선 | 도카이 여객철도 산구선 |
| ---------------------- | ---------------------- | ---------------------- |
| 다키 다키 방면         | ■ 산구선               | 다마루 도바 방면       |